# Parker County
Parker County je okres ve státě Texas v USA. K roku 2010 zde žilo 116 927 obyvatel. Správním městem okresu je Weatherford. Celková rozloha okresu činí 2 357 km².